# Campeonato Brasileiro Feminino de Xadrez de 2020
O 60º Campeonato Brasileiro Feminino de Xadrez foi organizado pela empresa Contaud com chancela da CBX. A final foi disputada na cidade de Cuiabá(MT) de 28 de outubro a 4 de novembro de 2021. A campeã foi a WFM Julia Alboredo.
Em 17 de fevereiro de 2021, a CBX comunicou a mudança no formato para o sistema Suíço, flexibilização dos locais, datas e condições de realização dos eventos devido à pandemia de COVID-19 no Brasil.
Em 4 de maio de 2021, a CBX comunicou que o 87° Campeonato Brasileiro Absoluto de Xadrez e o 60° Campeonato Brasileiro Feminino de Xadrez seriam realizados em Cuiabá.
As 3 primeiras colocadas se classificaram para integrar a equipe Olímpica do Brasil nas Olimpíadas de 2022.